# Oscar Azarcon Solis
Oscar Azarcon Solis (San Jose, 13 ottobre 1953) è un vescovo cattolico filippino naturalizzato statunitense, dal 10 gennaio 2017 vescovo di Salt Lake City.

## Biografia
Oscar Azarcon Solis è nato a San Jose nelle Filippine il 13 ottobre 1953 da Anselmo dela Fuente Solis e Antonia Ortega Azarcon. Le sue sorelle sono Celia S. Tapia, Socorro S. Pacubas e Helen Solis. I suoi fratelli sono Ronald A. Solis, membro dell'Opus Dei, Wilfredo ed Eugenio.

### Formazione e ministero sacerdotale
Ha frequentato la San Jose Elementary School fino al 1965 e poi è entrato nel seminario minore "Maria Assunta" di Cabanatuan. Nel 1969 ha conseguito il diploma. Nel 1973 ha ottenuto il Bachelor of Arts in filosofia presso il seminario verbita "Cristo Re" a Tagaytay. Nel 1978 ha conseguito la laurea in teologia cum laude presso l'Università di San Tommaso a Manila come alunno del Pontificio seminario reale. Dal 1979 al 1980 ha frequentato un corso di religioni e culture orientali.
Il 28 aprile 1979 è stato ordinato presbitero per la diocesi di Cabanatuan. In seguito è stato cappellano del Movimento Famiglia Cristiana dal 1979 a 1980; cappellano dell'Arallo Lyceum University dal 1980 al 1984; cappellano dei Cavalieri di Colombo dal 1982 al 1984; prefetto degli studi del seminario e della formazione dei seminaristi dal 1980 al 1981; rettore del seminario minore, segretario dell'Associazione dei direttori delle scuole cattoliche e segretario diocesano del senato dei sacerdoti dal 1981 al 1984 e direttore diocesano delle vocazioni dal 1982 al 1984.
Nel 1984 è emigrato negli Stati Uniti d'America ed è stato vicario parrocchiale della parrocchia di San Rocco a Union City, nell'arcidiocesi di Newark dal 1984 al 1988. Con il permesso dell'ordinario della sua diocesi nelle Filippine, è stato trasferito alla diocesi di Houma-Thibodaux, Louisiana, e ivi incardinato il 17 giugno 1992. In tale diocesi è stato vicario parrocchiale  della parrocchia della concattedrale di San Giuseppe a Thibodaux dal 1988 al 1993; parroco della parrocchia di Nostra Signora del Pronto Soccorso a Golden Meadow dal 1993 al 1999; vicario foraneo del decanato South Lafourche dal 1997 al 1999; parroco della parrocchia della concattedrale di San Giuseppe e di quella di San Luca a Thibodaux e vicario foraneo del decanato North Lafourche dal 1999 al 2003. È stato anche membro del consiglio del personale diocesano, del consiglio presbiterale, del consiglio dei decani e del consiglio di fondazione del Crossroads Pregnancy Center.

### Ministero episcopale
L'11 dicembre 2003 papa Giovanni Paolo II lo ha nominato vescovo ausiliare di Los Angeles e titolare di Urci. Ha ricevuto l'ordinazione episcopale il 10 febbraio successivo nella cattedrale di Nostra Signora degli Angeli a Los Angeles dal cardinale Roger Michael Mahony, arcivescovo metropolita di Los Angeles, co-consacranti il vescovo di Houma-Thibodaux Sam Joseph Galip Jacobs e quello di Lafayette Charles Michael Jarrell. È il primo vescovo statunitense di origini filippine.
Ha prestato servizio come vicario episcopale per il ministero etnico dal 2004 al 2009, direttore dell'ufficio per la giustizia e la pace dal 2005 al 2009 e vicario episcopale per la regione pastorale "San Pedro" dal 2009 al 2017. È stato l'organizzatore della prima assemblea nazionale dei sacerdoti filippini negli Stati Uniti svoltasi nel novembre del 2011.
Nell'aprile del 2012 ha compiuto la visita ad limina.
Il 10 gennaio 2017 papa Francesco lo ha nominato vescovo di Salt Lake City. Ha preso possesso della diocesi il 7 marzo successivo.
Nel febbraio del 2020 ha compiuto una seconda visita ad limina.
In seno alla Conferenza dei vescovi cattolici degli Stati Uniti è presidente della sottocomitato per gli affari asiatici e del Pacifico e membro del comitato per la diversità culturale nella Chiesa dal 2015. In precedenza è stato presidente del sottocomitato per gli affari asiatici e del Pacifico dal 2006 al 2009 e membro dello stesso dal 2009 al 2015.
È anche moderatore episcopale del Catholic Network of Volunteer Services dal 2006 e consigliere episcopale dell'Associazione nazionali dei preti filippini dal 2011.
Conosce l'inglese, il tagalog e lo spagnolo.

## Genealogia episcopale
La genealogia episcopale è:
- Cardinale Scipione Rebiba
- Cardinale Giulio Antonio Santori
- Cardinale Girolamo Bernerio, O.P.
- Arcivescovo Galeazzo Sanvitale
- Cardinale Ludovico Ludovisi
- Cardinale Luigi Caetani
- Cardinale Ulderico Carpegna
- Cardinale Paluzzo Paluzzi Altieri degli Albertoni
- Cardinale Gaspare Carpegna
- Cardinale Fabrizio Paolucci
- Cardinale Francesco Barberini
- Cardinale Annibale Albani
- Cardinale Federico Marcello Lante Montefeltro della Rovere
- Vescovo Charles Walmesley, O.S.B.
- Arcivescovo John Carroll
- Cardinale Jean-Louis Anne Madelain Lefebvre de Cheverus
- Arcivescovo Ambrose Maréchal, P.S.S.
- Vescovo John Dubois, P.S.S.
- Arcivescovo John Joseph Hughes
- Cardinale John McCloskey
- Arcivescovo Michael Augustine Corrigan
- Cardinale John Murphy Farley
- Cardinale Patrick Joseph Hayes
- Arcivescovo John Joseph Mitty
- Vescovo Hugh Aloysius Donohoe
- Cardinale Roger Michael Mahony
- Vescovo Oscar Azarcon Solis

## Araldica
| Stemma | Titolare                                      | Descrizione |
|        | Oscar Azarcon Solis Vescovo di Salt Lake City | Partito: al primo d'azzurro, alla nave d'argento con la vela d'argento alla croce di rosso, vogante su un mare ondato d'argento e d'azzurro, addestrata da una cometa di sei raggi e tre code poste in sbarra d'oro; al secondo, interzato in pergola rovesciata e alzata, al I d'argento alla croce di Gerusalemme d'azzurro, al II d'azzurro, al fascio di cinque spighe di riso con gli steli d'argento e i chicchi d'oro, collarinato d'argento, al III di rosso, all'ombra di sole di 24 raggi d'oro, caricata da una stella (8) d'azzurro. Ornamenti esteriori da vescovo. Motto: "Fiat Voluntas Tua". |